# Беренс, Кристиан
Кристиан Беренс (нем. Christian Behrens; 12 мая 1852[…], Гота, Германский союз — 14 сентября 1905, Бреслау, Пруссия) — немецкий скульптор.

## Биография
В 1870−1877 годах обучался искусству скульптуры, сперва в Дрезденской академии изобразительных искусств под руководством Эрнста Хэнеля, затем в Вене.
В 1873 году за создание памятника Хагену, бросающему клад Нибелунгов в Рейн, был награждён Большой золотой медалью.
После окончания учёбы с 1881 года работал, в основном, в Дрездене, изредка, в Берлине, а в 1886 году переехал в Бреслау, где создал серию скульптур на общественных зданиях города.
В 1878 году совершил ряд ознакомительных поездок по Бельгии, Голландии, Италии, посетил Париж, Вену, Нью-Йорк и Бостон.
В 1880—1881 гг. работал в Вене в мастерской Карла Кундмана и Эдмунда фон Хельмера. В 1886 году он был назначен руководителем скульптурной студии-мастерской Силезского музея изящных искусств в Бреслау. Под его началом трудились такие мастера скульптуры, как Эрнст Зегер, Франц Мецнер, Уго Ледерер и др.

## Творчество
Основные работы Беренса этого периода: шесть (из десяти) скульптур на южном фасаде главного зала и скульптурная группа у входа в подвал городской ратуши (теперь известный ресторан «Пивница Свидницка» во Вроцлаве (1890—1891),
- статуя Атлантиды и портал здания Силезского парламента (сейчас Главное техническое управление на ул. Пилсудского 74) в стиле необарокко (1892),
- конная статуя императора Вильгельма I с группой скульптур (1896, снесен в октябре 1945 года, в настоящее время в его месте стоит памятник Болеславу Храброму).
- памятник воинам Пруссии, погибшим в войнах против Дании в 1864 году, Австрии в 1866 и Франции в 1870 году (Данциг, 1904, не существует),

Кроме того, выполнил ряд надгробий и скульптур из бронзы, в том числе, «Поцелуй сфинкса» (1880) и «Обелиск» (до 1899) (обе в Национальном музее во Вроцлаве).
Кристиан Беренс — мастер орнаментального рельефа, автор скульптурного оформления Памятника битвы народов, умер после продолжительной болезни в возрасте 53 лет во время создания своей последней крупной и самой известной работы — монументальных рельефов архангела Михаила у входа в Памятник битве народов в Лейпциге.

## Галерея
- Аллегория рыболовства во Вроцлаве (1883)
- Статуя Филиппа Меланхтона (1900)
- Барельеф Архангела Михаила (1904-1905)
- Скульптурное оформление здания ( 1904)
- Скульптура Георга Бородатого в Дрездене (1900)
- Надгробие на Лейпцигском кладбище (1895)
- Скульптура головы Барбароссы на боковой стороне Памятника битве народов, Лейпциг (1904-1905)
- Скульптурные украшения на здании бывшего Сейма Силезии, ныне Главное техническое управление Вроцлав (1892)
- Памятник «Хаген бросает золото в Рейн»